# 韓亞航空
韓亞航空（：／ Asiana Hanggong，韩交所：020560，前稱首爾航空）是一間以首爾為基地的大韓民國第二大航空公司，僅次於大韓航空，與大韓航空同為韓國的兩間主流航空公司。韓亞航空是九間被Skytrax評為「五星級航空公司」之一。
韓亞航空是星空聯盟成員，共有106個航點，公司總部及國際線樞紐機場位於首爾的仁川國際機場，而國內樞紐則是首爾金浦國際機場。

## 歷史

### 成立

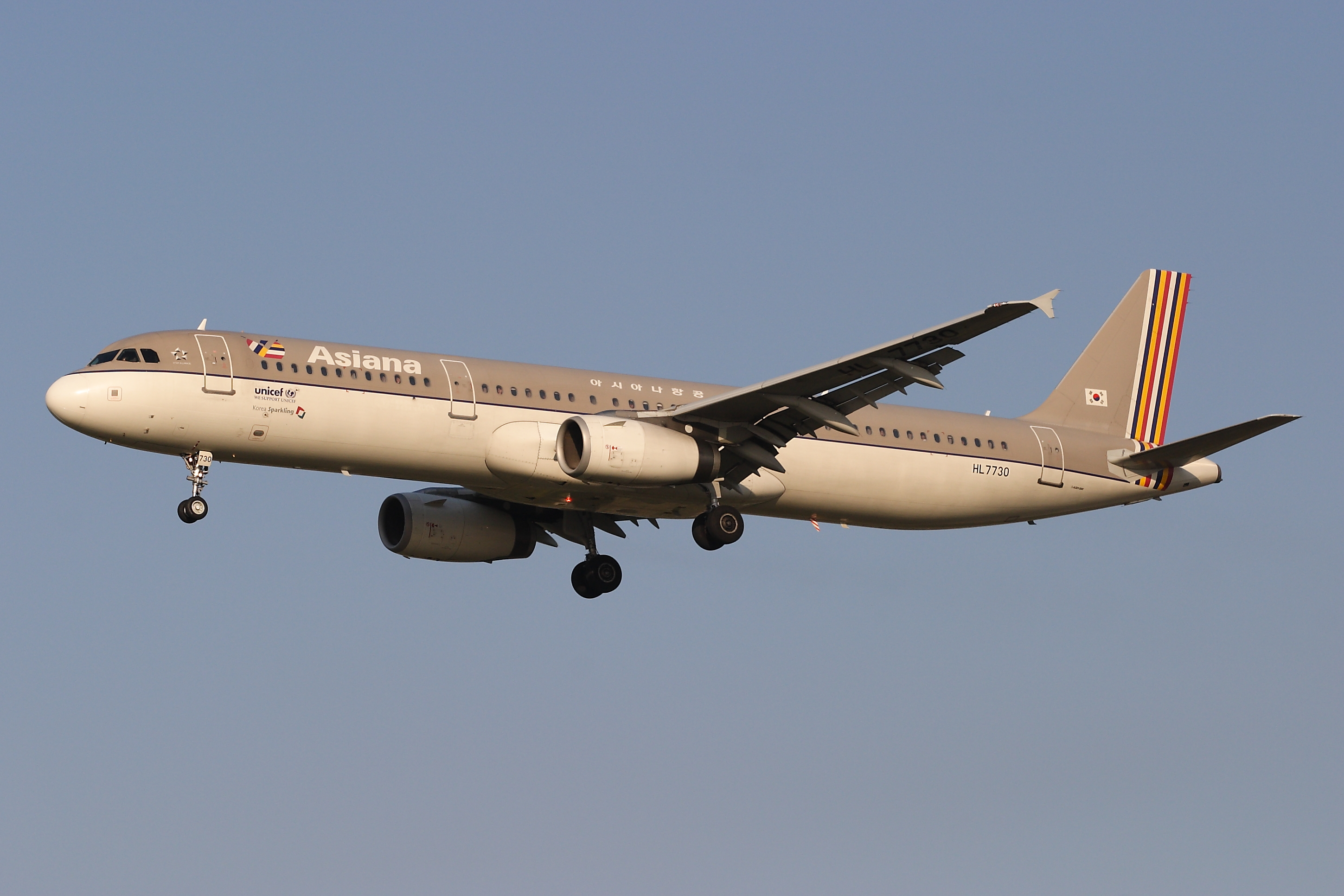
披上舊塗裝的韓亞航空A321

錦湖韓亞集團時期的韓亞航空標誌

韓亞航空於1988年2月17日成立，並於同年12月23日開辦往釜山的航班，而1988至2006年採用之標誌是人類雙手張開圖案，並以濟州及首爾作為國內航線的樞紐。韓亞航空是由母公司錦湖韓亞集團根據韓國政府政策成立的第二家國家航空公司，原稱作首爾航空。韓亞航空自1988年成立以來迅速發展，韓亞航空成立並不像26年前大韓航空那樣艱辛以兩架二手飛機起家，反之，韓亞航空在正式對外營運的半年內，即1989年4月11日引進愛爾蘭GPA集團租借的6架波音737-300客機，創業之初，公司便以高品質的服務策略取代廉價的高密度載客量，成功的行銷策略為韓亞航空帶來龐大的收益。

### 擴張及加入星空聯盟
在1990年4月，僅成立16個月的韓亞航空就達成了3百萬人次的搭載紀錄，並在日本東京、名古屋、仙台與福岡設立國際航線。在成立不到2年且並未獲利的情況下，韓亞航空在1990年9月1日與波音簽署了60億美金的購機計劃，韓亞航空一共簽署了27架波音飛機訂單，包括9架波音747-400、10架波音767-300與8架波音737-400以及另外24架選擇權訂單。
在1991年初，韓亞航空龐大的機隊發展計劃已經將航線從原本的韓國與日本拓展至台北、香港、曼谷、新加坡，11月底韓亞航空使用一架可搭載279名乘客與34噸貨物的波音747-400 combi機型，營運往返首爾與洛杉磯的跨太平洋直航航線。由於洛杉磯航線的成功，韓亞航空又增加了舊金山與紐約的航線，在美國4個主要門戶機場，韓亞航空在開航3年內就已經佔了3個航點。因亞洲經濟起飛、美國的開放天空政策以及當時競爭對手大韓航空因飛行安全問題而導致客流量減少，讓韓亞航空得以快速增長。在美國航線成功後，韓亞開始放慢擴展步伐，但在1993年，在大韓航空成功開拓越南胡志明市的航線後的一個月，韓亞航空亦加入越南市場。後來韓亞航空於2003年加入了星空聯盟，星空聯盟內龐大的中國航點需求，讓韓亞航空在中國已經擁有18個航點，提供了將近600個航班與16萬個座位，成為一家中型的國際航空公司，機隊共有69架飛機，營運往21個國家66個城市82條航線，及國內12個城市15條航線。
2007年4月18日，韓亞航空與國泰航空、馬來西亞航空、卡塔爾航空、新加坡航空及翠鳥航空獲Skytrax評為「五星級航空公司」。2009年2月17日更被Air Transport World （页面存档备份，存于）選為「年度航空公司」，到2010年更被Skytrax評為「年度全球最佳航空公司」。
為慶祝公司成立30週年，韓亞航空於2018年2月14日宣布，將完成正在進行的標準化工作，並將美麗的人的口號改為Beautiful people。10月1日，韓亞航空仁川國際機場的登機櫃檯從K、L、M櫃檯移至A、B、C櫃檯，而在43號和28號登機口附近的頭等艙和商務艙休息室分別移至11號和26號登機口。

### 財務危機
2019年，由於韓亞受債務問題影響，母公司錦湖韓亞集團決定將此公司的33.47%股份全數出售予HDC現代產業。
此外，韓亞航空決定將波音747-400和波音767-300等較舊的客機退役，從而減少債務和虧損。
2020年7月，俄羅斯當局批准HDC現代產業收購韓亞航空。
2020年9月，現代產業放棄收購。

### 與大韓航空合併
2020年11月16日，南韓政府通過計劃，讓國營的韓國產業銀行向大韓航空母公司韓進集團注資8000億韓圓，以協助韓進達成收購韓亞航空的目標，大韓航空的子公司真航空以及韓亞航空的釜山航空和首爾航空亦將會進行整合，預計合併後將會成為全球十大航空公司。
2022年2月22日，韩国公正交易委员会决定附条件批准大韩航空收购韩亚航空63.88%的股份。委员会要求两家公司将部分航线的机场时隙和运输权转移给其他航司，并禁止两家公司对各项制度做出不利消费者的变更。目前，新加坡、越南、澳大利亚、中国、欧盟、日本等13个国家已批准，美国已批准。此次合并案于2024年12月12日完成。
2025年8月，正式結束貨運業務，所有僅餘的貨機已於同日全數交付至仁川航空 。

## 航點及代碼共享

### 代碼共享
韓亞航空與以下航空公司實行代碼共享：
星空聯盟成員
- 加拿大航空
- 中國國際航空
- 印度航空
- 新西蘭航空
- 全日空
- 奧地利航空
- 巴拿馬航空
- 克羅地亞航空
- 埃及航空
- 埃塞俄比亞航空
- 長榮航空
- LOT波蘭航空
- 深圳航空
- 新加坡航空
- 南非航空
- 泰國國際航空
- 土耳其航空
- 聯合航空

其他航空公司
- 阿斯塔納航空
- 釜山航空（子公司）
- 澳門航空
- 首爾航空（子公司）
- 中國南方航空
- 阿提哈德航空
- 香港航空
- 緬甸國際航空
- 澳洲航空（寰宇一家）
- 卡塔爾航空（寰宇一家）
- 西伯利亞航空（寰宇一家）
- 山東航空

## 機隊

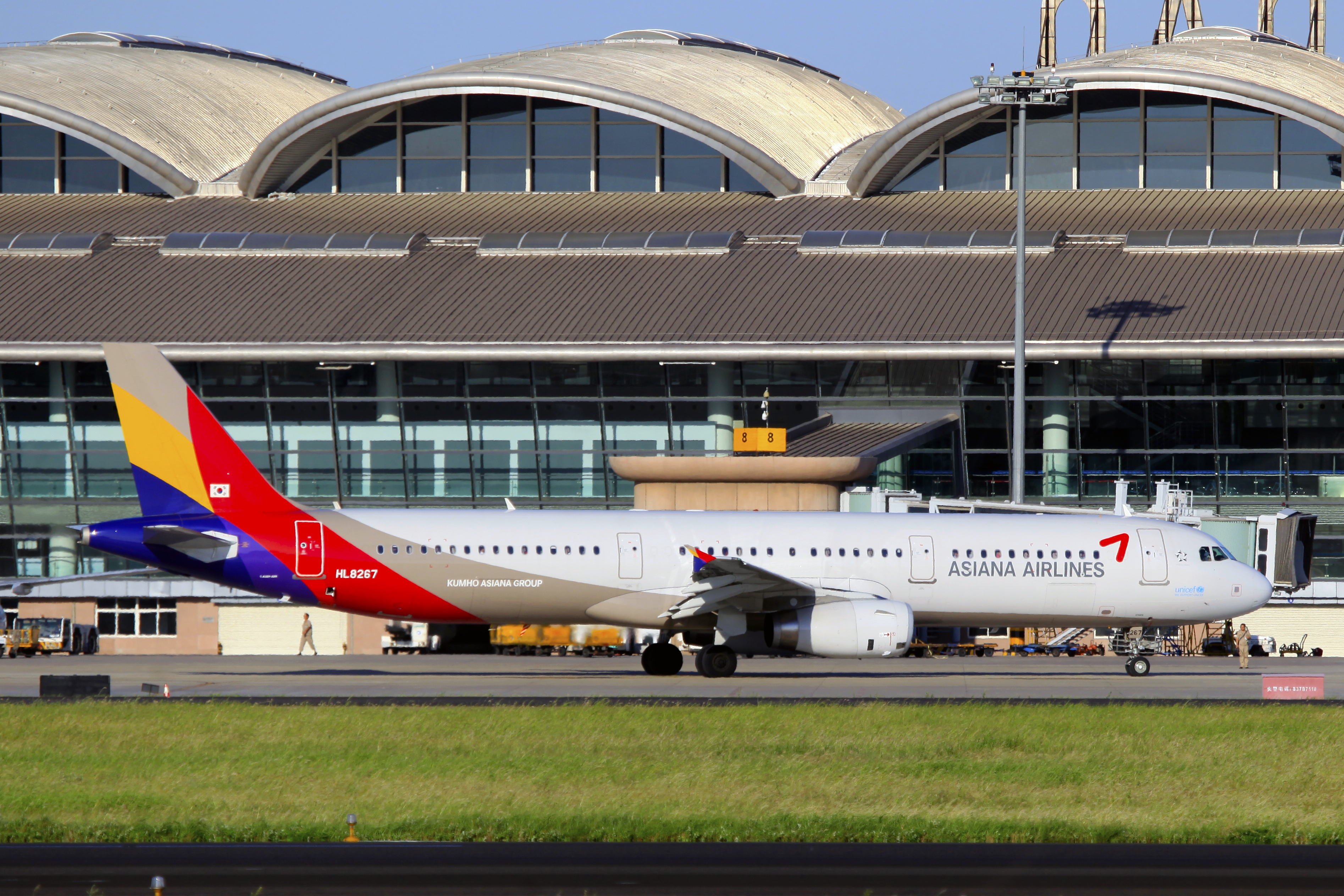
空中巴士A321

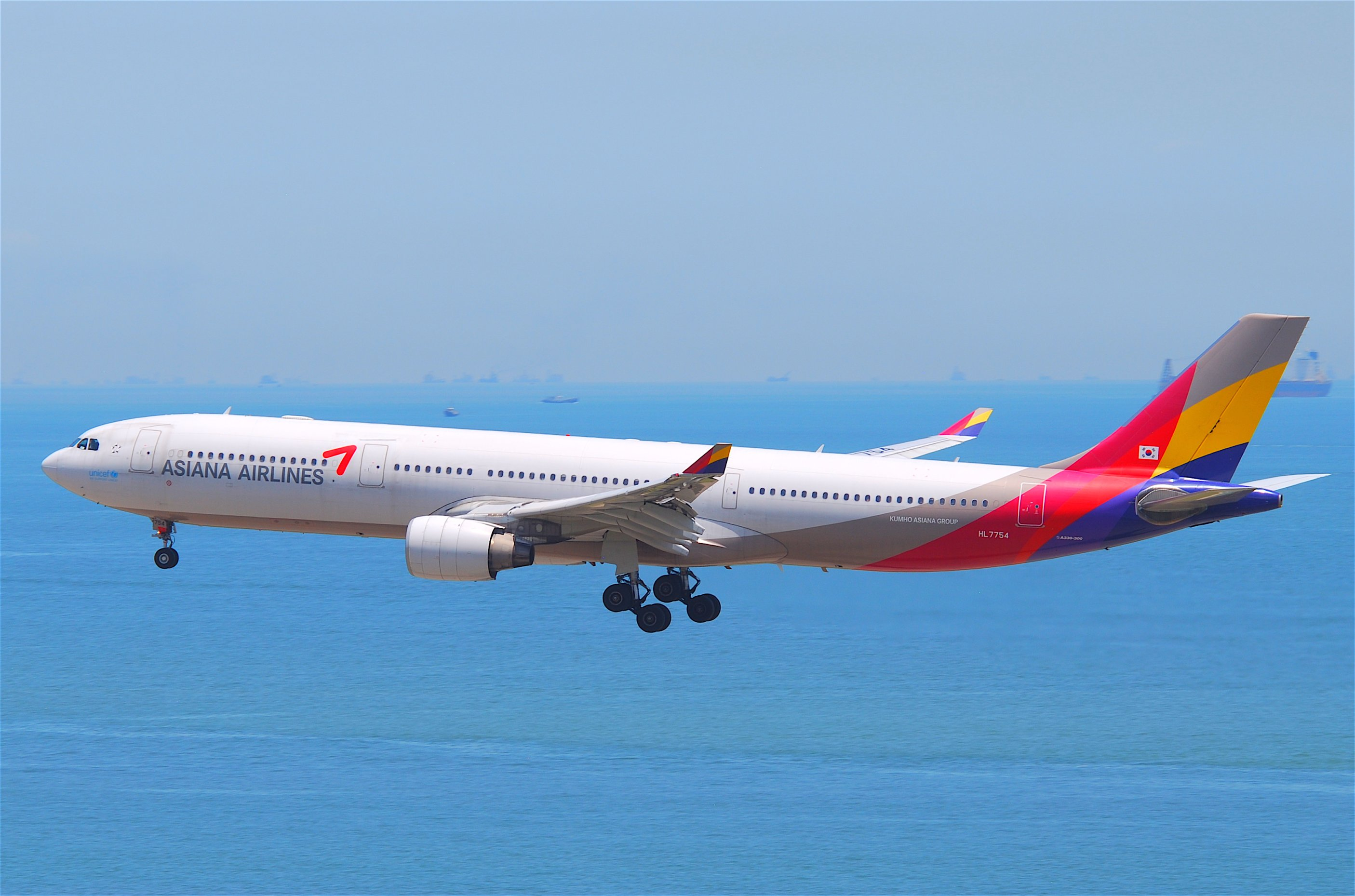
空中巴士A330-300

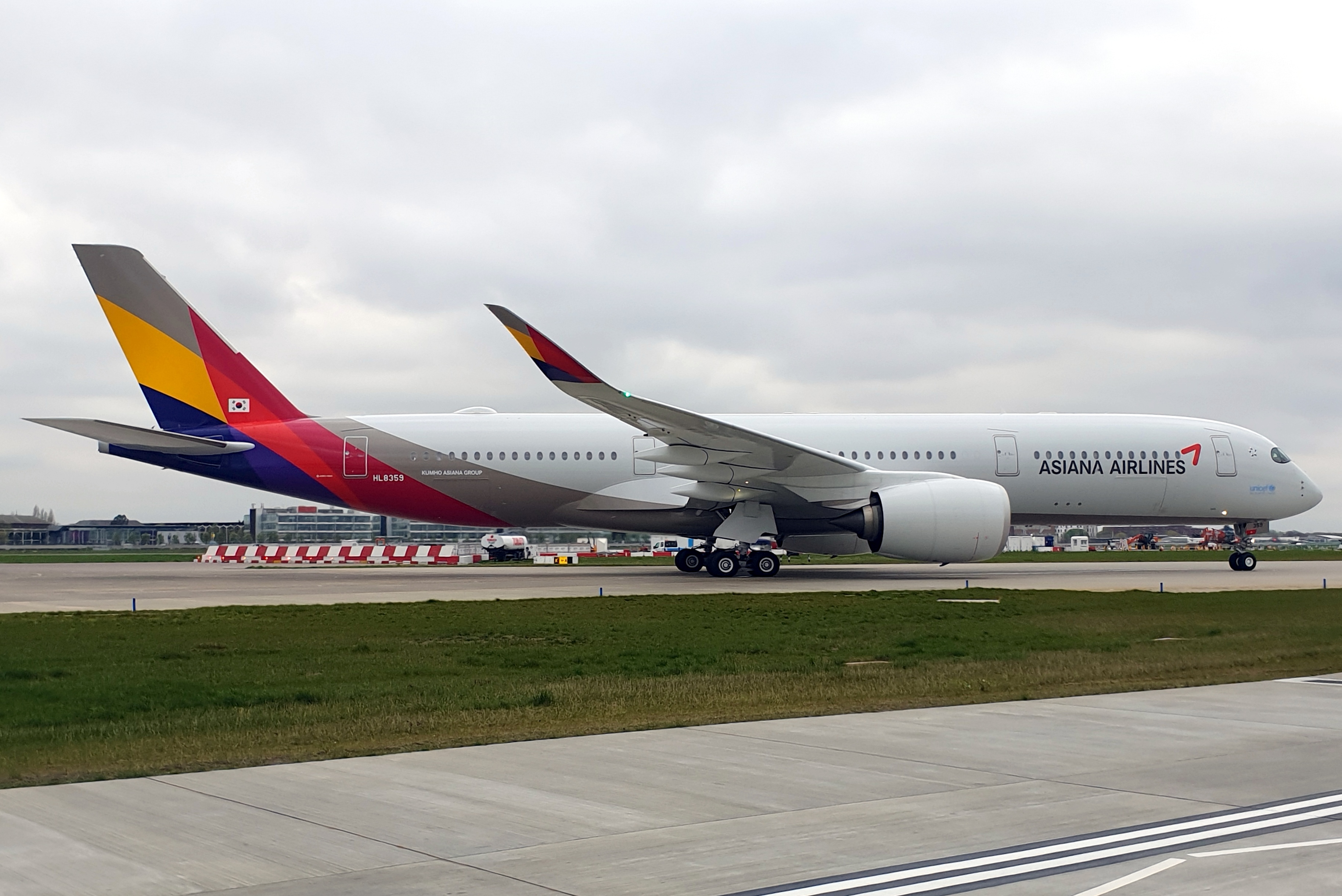
空中巴士A350-900

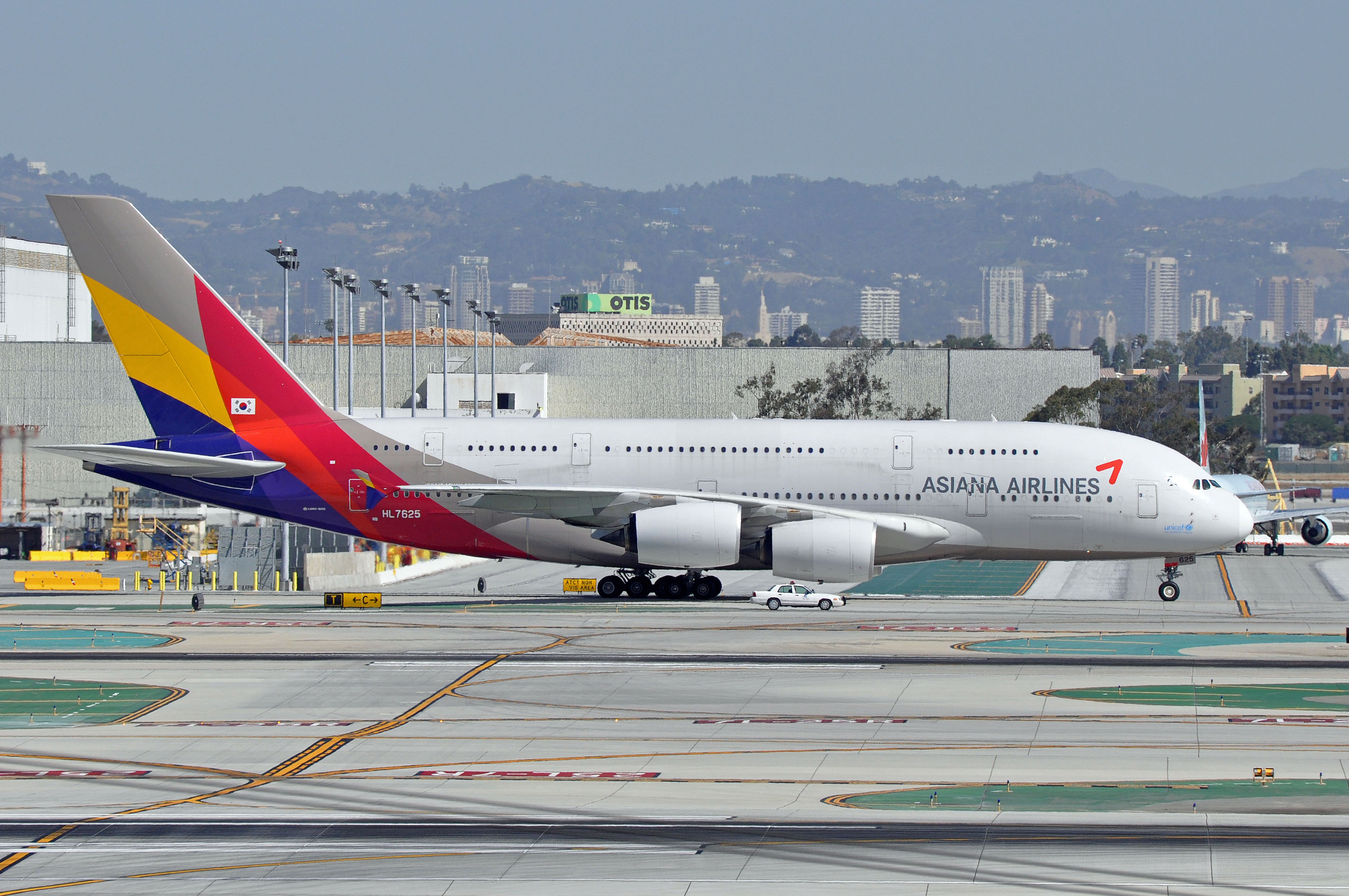
空中巴士A380

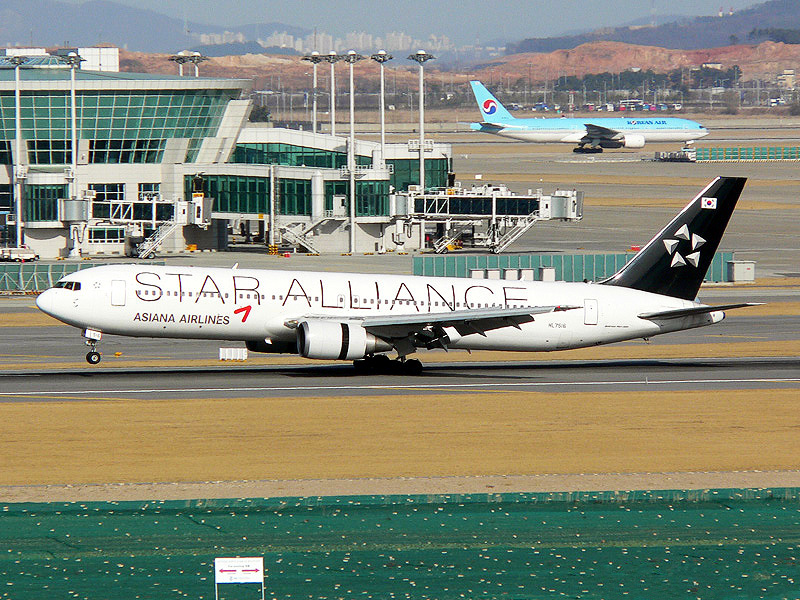
披上星空聯盟塗裝的波音767-300

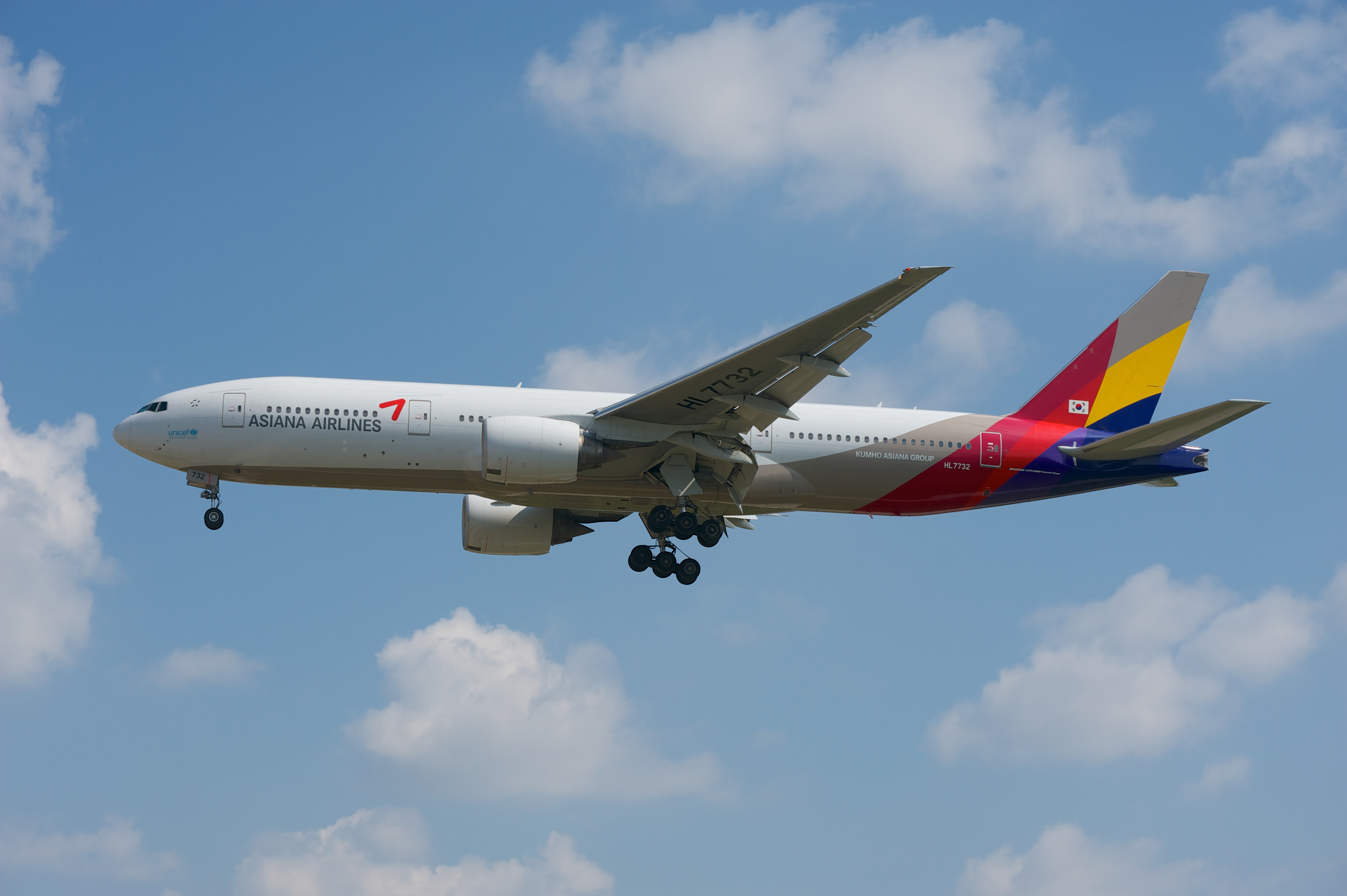
波音777-200ER

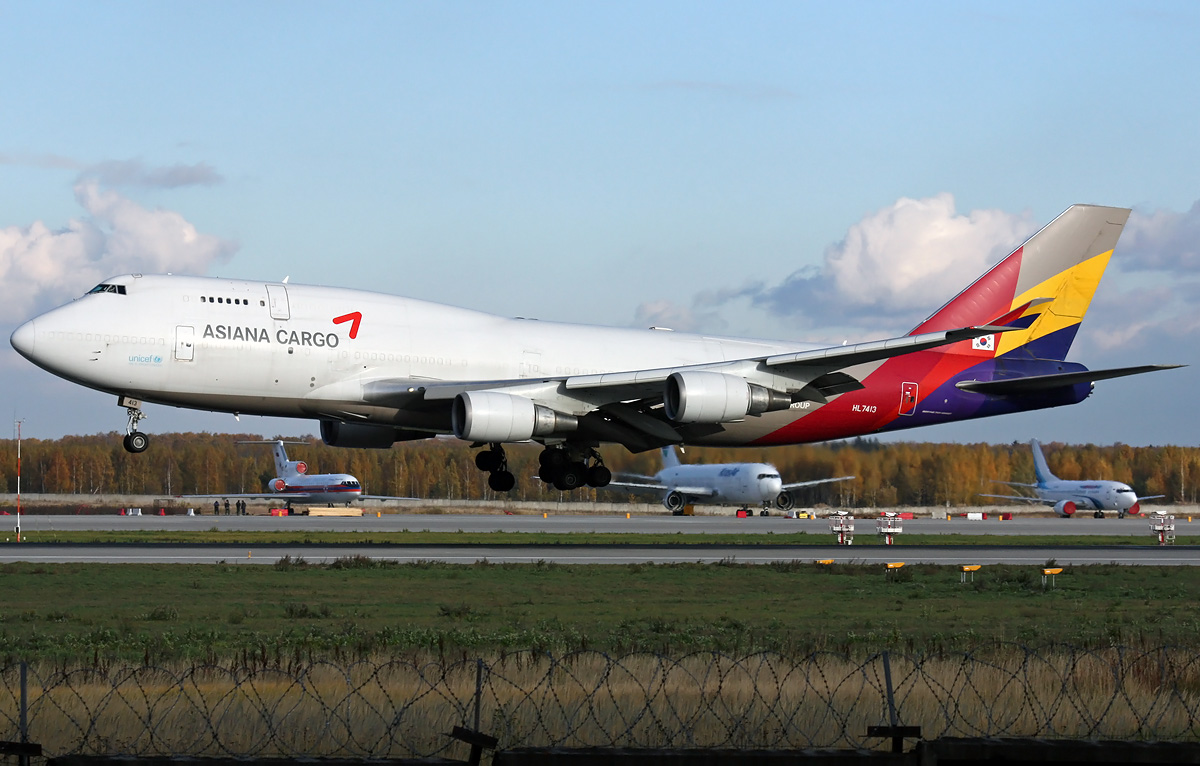
波音747-400BDSF貨機

### 現役機隊
截至2025年8月，韓亞航空機隊平均機齡為10.4年，擁有以下飛機：

## 已退役機型
另外，隨著韓亞航空的貨運業務結束，所有僅餘的貨機已於2025年8月1日全數交付至仁川航空。
- 波音737-400
- 波音767-300ER

## 事件
- 1993年7月26日，編號HL7229的波音737-5L9客機執飛韓亞航空733號班機，在木浦市因天氣惡劣撞山墜毀，68人死亡。

- 2011年6月17日，一架载有119人的空中巴士A321執飛韩亚航空324号班机，从成都双流国际机场起飞前往首爾仁川国际机场的在即将降落时被韩国驻守仁川外海乔桐岛军队误认为是朝鲜战机并用步槍进行了10分钟的射击，不过由於客機的距離有500－600米，子彈沒有擊中客機，機上乘客亦無感覺飞机被射擊。客機最终安全降落，没有造成人员伤亡。军方称这架客机偏离了正常航道，但韩亚航空对此予以否认[17]。

- 2011年7月28日：一架波音747-48EF貨機（註冊編號：HL7604）執飛韓亞航空991號班機，從首爾仁川國際機場飛往上海浦東國際機場期間，報稱因「機件故障」需要折返，在濟州外海附近墜毀，2名機員死亡。[18]

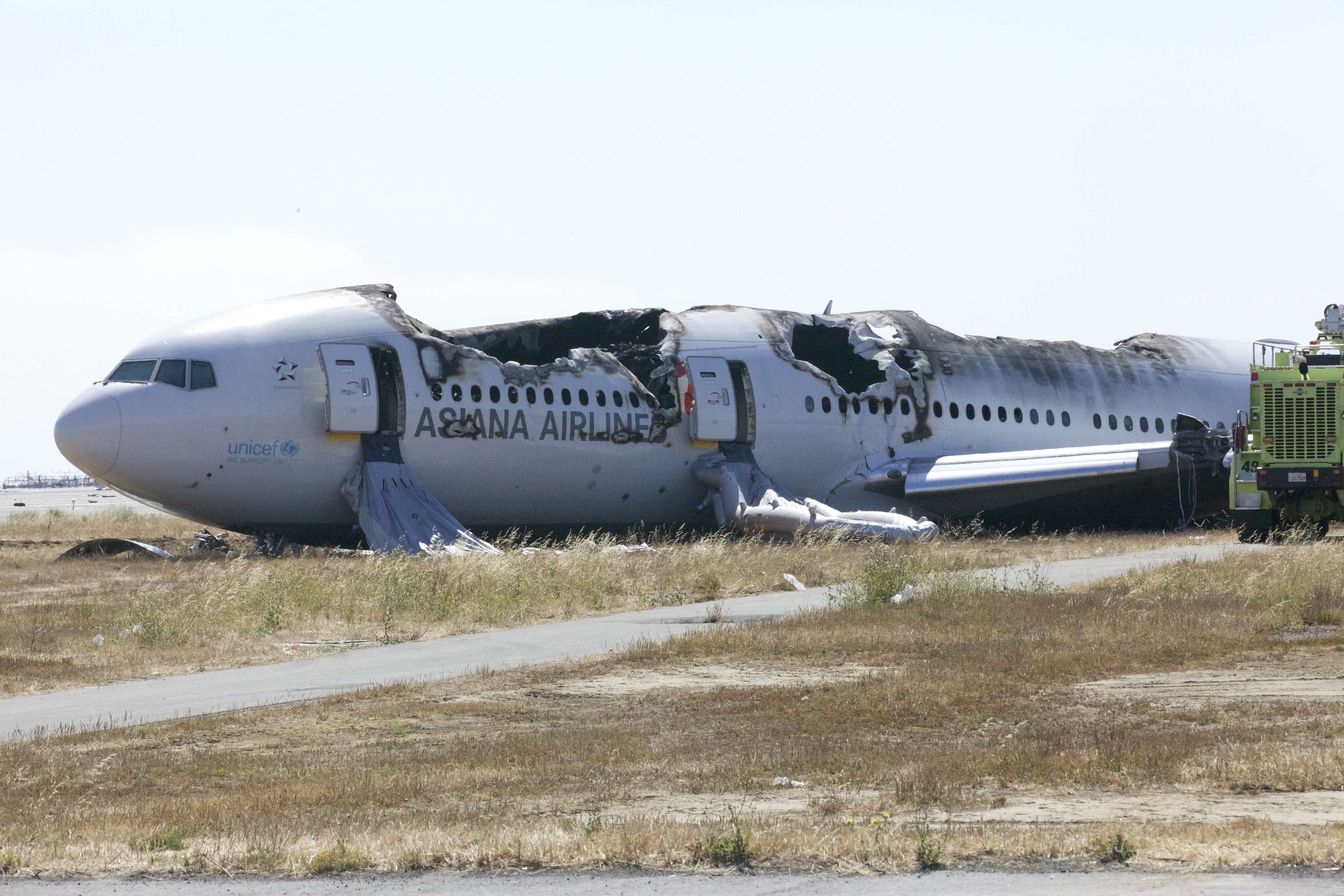
2013年7月7日，一架波音777客機於舊金山國際機場降落時失事起火

- 2013年7月7日：一架波音777-281ER（註冊編號：HL7742）執飛韓亞航空214航班从仁川国际机场起飞前往舊金山國際機場，於舊金山時間2013年7月6日上午11時36分在舊金山國際機場降落时坠毁，机上共载有291名乘客和16名机组人员，事故共造成3人死亡，181人受伤。美方调查认定事故原因是飞行员操作失误。此为1995年波音777客机投入商业运营以来的首起致命空难。

- 2014年3月17日：一名張姓女模特兒乘坐韓亞航空從首爾仁川国际机场飛往法國巴黎的航班商務客位，當空服員向她奉上杯麵時將滾燙湯汁灑到她身上，致其私處、腹部和大腿二至三度燙傷，她對韓亞提出訴訟，索償200萬韩圆。張女指航空公司未有妥善處理傷口，機上也沒有急救用品，私處受傷也嚴重影響她和丈夫的性生活。法院最終於2018年1月17日判決韓亞須賠償張女1.1億韩圆[19]。

- 2015年4月14日：一架空中巴士A320客机執飛韓亞航空162航班從首爾仁川國際機場起飞，於晚上8時許在位于日本广岛县三原市的广岛机场着陆后不久滑出跑道，之后停止滑行。机上載有乘客74人，此前有媒体报道称机上23名乘客受轻伤，据三原市消防总部介绍，机上22名乘客受轻伤。报道称，客机从机场西面跑道降落后，失控冲出跑道，滑向跑道南面草坪后停下，机组人员之后放出逃生滑梯，疏散机上所有人，并步行至客运大楼。日本国土交通省调查后称，客机起落架在降落时，撞到距离跑道尽头约325米的6.4米高天线，怀疑因此导致失控。据悉，肇事客机于当地时间14日晚上6时50分从仁川国际机场出发，于8时5分降落广岛机场，较预定迟5分钟。[20]

- 2018年5月14日：当地时间17时46分，韩亚航空一架空中巴士A330客机在土耳其伊斯坦布尔阿塔图尔克机场与土耳其航空一架空中巴士A321客机相撞，土耳其航空的飛機尾舵被扯下，不過未造成人员伤亡。[21]
- 2023年5月26日：當地時間12時38分，韓亞航空一架由濟州國際機場飛往大邱國際機場的空中巴士A321-231客機（註冊編號：HL8256）執飛韓亞航空8124航班在尚未降落時就被開啟艙門，導致機上9名乘客呼吸困難。班機最後在艙門保持開啟的狀況下降落。事發時坐在緊急出口旁的33歲男乘客坦承曾觸碰控制桿，遭警方逮捕。有目擊者表示，該名男子打開機艙門後試圖跳機，乘客和機組人員合力阻止，將男子拉回機艙內制服。[22][23]男子隨即被警方拘留。5月28日，韩亚航空公司表示即日起停止销售旗下空客A321-200型客机紧急出口座位的机票[24]。2023年10月，该男子被判处有期徒刑3年，缓刑5年，并命令他接受观察和心理治疗。2024年3月，检方不服裁决提出上诉，随后于2024年9月的裁决中，该男子被判赔偿韩亚航空7亿2700万韩元[25]。

## 電視劇
韓亞航空為韓國SBS電視劇：《拜託了，機長》（韓語：부탁해요 캡틴）的贊助航空公司。

## 外部連結
- 韓亞航空 （页面存档备份，存于）（英文）（繁體中文）（简体中文）（日語）（法文）（俄文）（德文）
- 韓亞航空的X（前Twitter）
- 韓亞航空的Facebook專頁
- 韓亞航空的新浪微博